# 菱角絨螢金花蟲
菱角絨螢金花蟲（学名：Galerucella nippinensis）为金花蟲科絨螢金花蟲屬下的一个种。